# هجوم فيبروغ–بيتروزافودسك
الهجوم الكاريلي هي عملية إستراتيجية شنتها جبهة لينينغراد السوفيتية والجبهات الكاريلية ضد فنلندا في البرزخ الكاريلي وكاريليا الشرقية كجزء من حرب الاستمرار، في الجبهة الشرقية للحرب العالمية الثانية. انتهت العملية في 9 أغسطس 1944.